# Calosphyrum alboorbitale
Calosphyrum alboorbitale är en stekelart som beskrevs av Kusigemati 1987. Calosphyrum alboorbitale ingår i släktet Calosphyrum och familjen brokparasitsteklar. Inga underarter finns listade.